# Red Faction II
Red Faction II (рус. Алое движение 2) — компьютерная игра, продолжение «Red Faction», хотя действие происходит на Земле, а не на Марсе. Игру разработала компания Volition, Inc. Выпустила в продажу игру компания THQ в 2002 и 2003 годах (для различных платформ). Хотя игра не поддерживает многопользовательскую игру в сети, игрок всё же может поиграть «в стиле мультиплеера» с игроками управляемыми компьютером (ботами).
Для озвучивания игры были приглашены некоторые известные актёры, включая Лэнса Хенриксена (в роли командира отряда Молова) и Джейсона Стейтема (в роли водителя и пилота Шрайка).
В отличие от первой части, «Red Faction 2» имеет более аркадный стиль, так как уровни теперь строго разделены и игрок не имеет возможности избавляться от тел. Также, хотя игрок всё ещё может уничтожать окружающую среду, в земных городах это менее важно, чем в марсианских туннелях. В нововведениях числятся возможность использовать два оружия одновременно и улучшенная графика.
В СНГ издаётся 1С. В 2009 году вышло продолжение — Red Faction: Guerrilla.

## Сюжет
После окончания первой части на Марсе, нанотехнологию Капека прибрали к рукам Силы Обороны Земли (СОЗ). С такими продвинутыми технологиями, СОЗ начинают реорганизацию корпорации Ультор, сосредотачиваясь на улучшенных суперсолдатах и вооружении. Но исследования Капека были также выкрадены и другими военными группировками и террористическими организациями. Так продолжалось многие годы; эти исследования постоянно переходили из рук в руки в преступном мире планеты. Игрок представляется как эксперт по взрывчатке по имени Элиас, который отправляется на спецзадание по краже этих исследований для Республики Содружества.
В конце концов информация попадает в руки элитных сил канцлера Виктора Сопота, правителя антиутопического военного государства под названием Содружество. Сопот использует нанотехнологию чтобы улучшить свои и так внушительные войска и успешно создаёт первых суперсолдат, используя выкраденную информацию. Создав их, Сопот тут же начинает опасаться возможностей своих новых суперсолдат и приказывает их уничтожить, заменяя их менее умными мутантами под названием Обработанные (в игре также зовутся модами, мод.солдатами).
Зачистку переживает лишь небольшая группа суперсолдат, которые встречаются и образуют Отряд:
- Молов — командир Отряда и тактик.
- Шрайк — эксперт по любому виду транспорта и техник.
- Репта — специалист по тяжёлому вооружению и коммандо.
- Квилл — снайпер и коммандо поддержки.
- Танжир — специалист по внедрению и саботажу.
- Элиас (игрок) — эксперт по взрывчатке и сапёр.

Преданные своим лидером, члены Отряда бегут в подполье и становятся союзниками Алого Движения в роли наёмников. Со времён событий первой части, Красная фракция стала более организованным движением сопротивления, которое желает во что бы то ни стало прекратить диктатуру Сопота и изменить политическое направление Содружества. В конце концов Отряд начинает преследование самого Сопота, пока члены Красной фракции начинают борьбу с войсками канцлера на улицах города. В первой части игры, Алое Движение и Отряд постоянно поддерживают друг друга, вместе достигая определённых целей, включая сохранение жизней мирных граждан и саботаж пропагандистских установок Сопота. Игроку удаётся загнать Сопота в его собственную пусковую установку для баллистической ракеты, и канцлер сгорает в пламени запуска ракеты, которой он собирался ударить по Алому Движению.
Вернувшись в штаб-квартиру Алого Движения, Элиас видит что верхушка организации была жестоко перебита. Молов объясняет, что после гибели Сопота и приобретением Моловым его нанотехнологии, войска Содружества присягнули ему на верность. Он объявляет Элиаса и Танжир врагами государства за содействие Алому Движению. Молов оставил в живых лидера земных сил Алого Движения по прозвищу «Эхо» (озвучивает Сергей Быстрицкий), который пытается убедить Молова что конечной целью организации является лишь мир. Разъярённый Молов отвечает, что при мире существование Отряда станет бессмысленным. Готовясь казнить Элиаса и «Эхо», Молов оказывается взят в заложники невидимой Танжир, которая позволяет всем троим бежать. Они разделяются и договариваются встретиться в более скрытном месте, чтобы спланировать как остановить Молова и его армию суперсолдат. Оставшиеся члены Отряда слушаются приказа своего командира и преследуют троих «предателей».
Вскоре после этого Элиас помогает выжившим членам Алого Движения, защищающихся от врага. Пока Танжир отбывает на самостоятельное спецзадание по выяснению дальнейших планов Молова, Элиас и «Эхо» встречаются в тайном месте, чтобы обсудить альтернативную стратегию по борьбе с Моловым. В это мгновение Квилл убивает «Эхо» своим снайперским рельсотроном. Элиас отслеживает траекторию выстрелов и обнаруживает Квилл с солдатами и Обработанными в заброшенном соборе. Элиасу удаётся застрелить снайпера Отряда, Квилл падает через расписанное окно и умирает. Элиас забирает её оружие как трофей.
Вскоре после гибели Квилл, Танжир связывается с Элиасом, и оба соглашаются атаковать нанолабораторию Молова, замаскированную под огромную статую Сопота. Прибыв туда, Танжир и Элиас опять разделяются чтобы нанести лаборатории побольше повреждений. Элиасу предстоит сразиться с Рептой, который не только обстреливает своего бывшего товарища, но и напускает на него новую разновидность Обработанных. Преследуя Репту в промышленный цех внутри статуи, Элиас и Репта сражаются на запутанной серии карнизов. Хотя у Репты преимущество в высоте и гранатомёте, Элиасу удаётся сбить его с карниза прямо на облучённый пол цеха. Забрав оружие Репты, Элиас продолжает подниматься вверх по статуе и уничтожает три генератора лаборатории. Взрывы генераторов приводят к тому что статуя теряет устойчивость и грозится развалиться в любой момент.
В конце концов Элиас опять встречается с Рептой, который был ещё более модифицирован Моловым, превратив его в огромного берсерка. Он также посылает против Элиаса новых элитных суперсолдат Молова. Также, одной из модификаций Репты является мощное энергетическое поле, мешающее работе присутствующих нанотехнологий, дезориентируя игрока в самые неподходящие моменты. Но опять же, Элиасу удаётся взять верх над Рептой, и энергетическое поле того достигает критической массы, и Репта взрывается.
Элиас опять встречается с Танжир, и оба преследуют Молова на вершину статуи. Во время погони, Молов насылает на пару своих сильнейших мутантов, но это лишь несколько замедляет героев. Молов забрал наноячейку — венец исследований Капека — и ожидает на вершине статуи Шрайка. Но в самый критический момент Шрайк предаёт командира, утверждая что допустил ошибку. Молов грозится убить Шрайка. Танжир удаётся забрать наноячейку у Молова. Когда Элиас поднимается на вершину, Танжир прыгает со статуи в реку.
В ярости, Молов забирается в экзоскелет стоящий неподалёку и пытается убить того, кто всё испортил — Элиаса. Элиасу всё же удаётся избежать смертоносного огня Молова и убить своего бывшего командира. Но эта финальная битва также заставляет статую разваливаться на куски. Шрайк вовремя спасает Элиаса на своём транспорте.
Концовка игры зависит от её прохождения. В зависимости от деяний игрока во время игры, существует четыре концовки (от лучшей до худшей):
- Элиас становится героем народа и принимает пост военного советника в новом правительстве Алого Движения. Танжир вылавливают из воды и избирают новым канцлером. Шрайк становится пилотом в новом гражданском воздушном флоте.
- Элиас становится военным советником в новом правительстве Алого Движения; когда он, наконец, уходит в отставку, его мемуары остаются бестселлерами 17 недель, из которых затем делают видеоигру. Танжир отправляется на Марс и становится советником безопасности корпорации Ультор. Шрайк становится членом цирковой труппы, выступающей в парке развлечений построенном на останках Острова Сопота.
- Элиаса обвиняют в непреднамеренном убийстве и готовятся казнить. Танжир обнаруживает капитан мусорной баржи; она влюбляется в своего спасителя и живёт долго и счастливо с ним, двумя детьми, четырьмя собаками и тремя кошками. Шрайка выгоняют из Содружества и в конце концов сбивают при попытке перевезти контрабанду видеоигр из стран Третьего мира.
- Элиаса объявляют мутантом и опасностью для Содружества; он исчезает при попытке побега перед тем как его казнят. Танжир переживает падение в реку, но больше о ней никто никогда не слышал. Шрайк становится бездомным и безработным.

## Оценки
| Сводный рейтинг      | Сводный рейтинг | Сводный рейтинг | Сводный рейтинг | Сводный рейтинг |
| Издание              | Оценка          | Оценка          | Оценка          | Оценка          |
| Издание              | GC              | PC              | PS2             | Xbox            |
| -------------------- | --------------- | --------------- | --------------- | --------------- |
| GameRankings         | 78,33 %         | 64,58 %         | 83,78 %         | 75,61 %         |
| Metacritic           | 79/100          | 64/100          | 84/100          | 74/100          |
| Иноязычные издания   |                 |                 |                 |                 |
| Издание              | Оценка          | Оценка          | Оценка          | Оценка          |
| Издание              | GC              | PC              | PS2             | Xbox            |
| CGW                  | N/A             | [ 10 ]          | N/A             | N/A             |
| EGM                  | N/A             | N/A             | 7,5/10          | 7,5/10          |
| Eurogamer            | N/A             | N/A             | 8/10            | N/A             |
| Game Informer        | 8,75/10         | N/A             | 8,75/10         | 8,25/10         |
| GamePro              | [ 17 ]          | N/A             | [ 18 ]          | [ 19 ]          |
| GameRevolution       | N/A             | N/A             | B+              | N/A             |
| GameSpot             | 7,3/10          | 7/10            | 8,3/10          | 7,4/10          |
| GameSpy              | N/A             | N/A             | [ 25 ]          | N/A             |
| GameZone             | 8,6/10          | 6,5/10          | 9/10            | 8,5/10          |
| IGN                  | 8,3/10          | 7,4/10          | 9,2/10          | 8,3/10          |
| Nintendo Power       | 4,2/5           | N/A             | N/A             | N/A             |
| OPM                  | N/A             | N/A             | [ 35 ]          | N/A             |
| OXM                  | N/A             | N/A             | N/A             | 8,3/10          |
| PC Gamer (US)        | N/A             | 72 %            | N/A             | N/A             |
| Entertainment Weekly | N/A             | N/A             | B+              | N/A             |
| The Village Voice    | N/A             | N/A             | N/A             | 7/10            |